# Azamat Gurfov
Azamat Umarbiyevich Gurfov (tiếng Nga: Азамат Умарбиевич Гурфов; sinh ngày 27 tháng 2 năm 1994) là một cầu thủ bóng đá người Nga thi đấu cho FC Avangard Kursk.

## Sự nghiệp câu lạc bộ
Anh ra mắt chuyên nghiệp tại Giải bóng đá chuyên nghiệp quốc gia Nga cho P.F.K. Spartak Nalchik vào ngày 12 tháng 8 năm 2014 trong trận đấu với FC Angusht Nazran.
Anh thi đấu tại Chung kết Cúp bóng đá Nga 2017-18 cho FC Avangard Kursk vào ngày 9 tháng 5 năm 2018 tại Volgograd Arena với thất bại 2-1 trước đội vô địch F.K. Tosno.